# 진민호
진민호(1986년 11월 26일 ~ )는 대한민국의 싱어송라이터이다.

## 학력
- 국민대학교 작곡과 학사

## 방송
- MBC 대학가요제 (2011) - 대상
- 미스터리 음악쇼 복면가왕 (2023)

## 공연
- 문화콘서트 난장 in 나주정미소 난장곡간 (2020)

## 작곡
- 케이윌 - 내 생에 아름다운 (2018)